# 洋溪壩
31°22′45″N 119°56′50″E / 31.379178°N 119.947221°E
洋溪壩，属江苏省宜兴市周铁镇洋溪村，一個自然村落。
居民以王姓、唐姓為主，位於江蘇宜興市洋溪鎮圩酿（宜興話）。村内有洋溪桥，为平板桥，1994年重建，为渎区官路桥。